# Hegemony Rome: The Rise of Caesar
Hegemony Rome: The Rise of Caesar è un videogioco di strategia in tempo reale sviluppato e pubblicato dalla Longbow Digital Arts Inc., ed edito dalla Kasedo Games. È il secondo titolo della serie Hegemony, che rappresenta un insieme simultaneo tra battaglie tattiche in tempo reale e una gestione dell'impero strategica in tempo reale, permettendo al giocatore di concentrarsi sulla logistica e sulla pianificazione delle campagne militari; in questo caso il gioco è ambientato durante le guerre galliche guidate da Giulio Cesare, proconsole di Gallia e Illirico.

## Modalità di gioco
Due sono le modalità di gioco principali per il giocatore singolo: la prima, la Campagna, è divisa in quattro capitoli ('Emigranti e conquistatori, Il più coraggioso di tutti, Alla conquista dell'isola e La forza dei desideri), dalla migrazione degli Elvezi alla ribellione dei Belgi, dall'arrivo in Britannia fino allo scontro finale contro gli Arverni di Vercingetorige; l'altra, la Sandbox, permette di conquistare la Britannia del sud, le Alpi, la sua parte belgica o l'intera regione gallica. Queste modalità includono tutorial adatti ai neofiti della serie.
Stavolta, per la prima volta nella serie, entra in gioco il legname, necessario per le strutture negli insediamenti come forti e città, tra cui le torri d'osservazione, i mercati, le mura, i magazzini, le pescherie e i laboratori d'assedio.
Le unità possiedono anche numerose abilità, utili per ridurre il consumo di cibo o il numero di reclute necessarie, aumentare il morale, l'attacco, la difesa e la capacità di trasporto di risorse, o persino consentire il transito su paludi e sulle Alpi innevate.

## DLC
Tre sono i contenuti scaricabili per il gioco:
1. Bannerman Pack: FreeLC gratuito che aggiunge al gioco quattro nuove unità completamente animate, compresi l'aquilifero romano e il cornista gallico. Queste unità si presentano in proporzione al grado e agli aggiornamenti degli ufficiali associati per rendere le unità veterane più riconoscibili e d'effetto sul campo di battaglia.
2. Advanced Tactics Pack: primo DLC a pagamento che include sei nuove unità tattiche avanzate, ossia arcieri kushiti, catafratti persiani, arcieri a cavallo partici, giavellottisti barbari, schermagliatori nudi e appostatori gallici.
3. Mercenaries Pack: secondo DLC a pagamento che aggiunge sei nuove unità mercenarie, tra cui i lancieri garamanti del Nord Africa, le navi da incursione dei Sueoni e gli spadaccini daci.

## Accoglienza
| Testata                          | Giudizio |
| -------------------------------- | -------- |
| Metacritic (media al 30-01-2020) | 67/100   |
| GameSpot                         | 5/10     |
| Hooked Gamers                    | 82/100   |

Il gioco ha avuto un'accoglienza poco positiva e appena sufficiente. Metacritic lo ha votato con un 67/100 in base alla media delle recensioni aggregate ivi presenti. GameSpot si è dimostrato più freddo, con un punteggio totale di 5/10. Hooked Gamers, invece, ha visto la partita in una luce molto più positiva: "È il sogno di ogni comandante".

Rise of Caesar è stato visto come un successore meno sofisticato di Hegemony Gold, e un po' ripetitivo a causa dell'uso dello stesso ciclo di gioco principale su una mappa più grande senza nuove meccaniche. Strategy Gamer lo ha votato 6/10, confermando la ripetitività del gioco. Il podcast strategico Three Moves Ahead ha descritto la campagna di Cesare come vicina alla realtà e che richiede interessanti decisioni strategiche . Il gioco ha ottenuto anche un 70% da GameWatcher.